# Go! Common Classics
Albums de Common
Universal Mind Control
(2008) The Dreamer / The Believer
(2011)
Go! Common Classics est une compilation de Common, sortie le 18 mai 2010.
L'album s'est classé 61e au Top R&B/Hip-Hop Albums.

## Liste des titres
| No  | Titre | Album original                        | Durée |
| --- | --- | ------------------------------------- | ----- |
| 1.  | The Light (Produit par J Dilla) | Like Water for Chocolate              | 4:04  |
| 2.  | Universal Mind Control (UMC) (Produit par The Neptunes)                                                                            | Universal Mind Control                | 3:26  |
| 3.  | Next Time (Just Right Version) (featuring Queen Latifah – Produit par Karriem Riggins)                                             | Bande originale du film Love and Game | 3:53  |
| 4.  | Go! (Produit par Kanye West) | Be                                    | 3:46  |
| 5.  | Come Close (featuring Mary J. Blige – Produit par The Neptunes)                                                                    | Electric Circus                       | 4:11  |
| 6.  | I Want You (Produit par will.i.am)                                                                                                 | Finding Forever                       | 4:31  |
| 7.  | The Corner (featuring Kanye West et The Last Poets – Produit par Kanye West)                                                       | Be                                    | 3:47  |
| 8.  | Love of My Life (An Ode to Hip Hop) (Interprété par Erykah Badu featuring Common – Produit par Jake & The Phatman et James Poyser) | Bande originale du film Brown Sugar   | 5:38  |
| 9.  | Testify (Produit par Kanye West)                                                                                                   | Be                                    | 2:38  |
| 10. | The People (featuring Dwele – Produit par Kanye West)                                                                              | Finding Forever                       | 3:26  |
| 11. | Drivin' Me Wild (featuring Lily Allen – Produit par Kanye West)                                                                    | Finding Forever                       | 3:44  |
| 12. | Southside (featuring Kanye West – Produit par Kanye West)                                                                          | Finding Forever                       | 4:01  |
| 13. | The Bitch in Yoo (Produit par Pete Rock)                                                                                           | Relativity Urban Assault              | 4:02  |